# Concepción de Oriente
Concepción de Oriente é um município localizado no departamento de La Unión, em El Salvador.